# Campiglia Cervo
Campiglia Cervo är en ort och kommun i provinsen Biella i regionen Piemonte i Italien. Kommunen hade 502 invånare (2018).
Kommunen Campiglia Cervo bildades den 1 januari 2016 genom en sammanslagning av de tidigare kommunerna Campiglia Cervo, Quittengo och San Paolo Cervo.